# Salm-Reifferscheid-Dyck

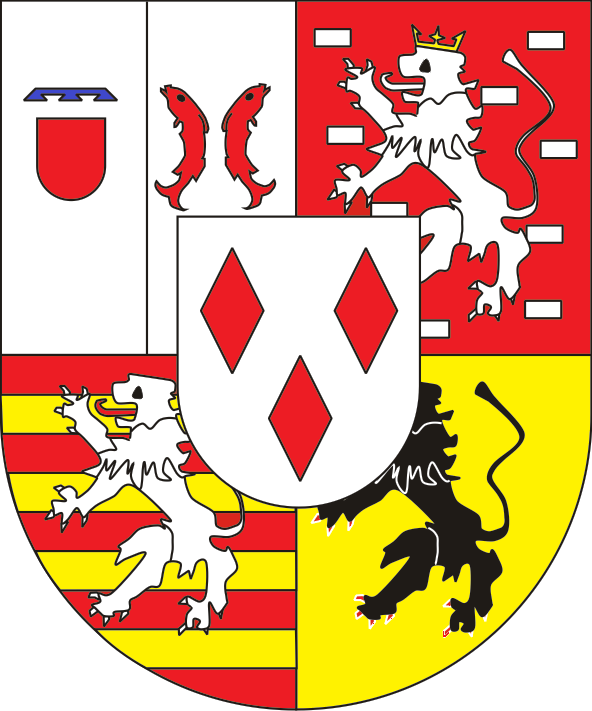
Escut heràldic del comtat de Salm-Reifferscheid-Dyck.

Salm-Reifferscheid-Dyck fou un comtat del Sacre Imperi Romanogermànic format el 1639 per divisió de Salm-Reifferscheid-Bedburg (o Salm-Reifferscheid) en dues línies. El seu territori es va concretar en la comarca entorn de Dyck (avui a Renània del Nord-Westfàlia ak sud-est de Mönchengladbach). El comtat fou mediatitzat el 1806 i annexionat a França el 1811. Va passar a Prússia com a comtat mediatitzat el 1814. El comte Josep fou creat príncep i par de Prússia el 1816. La línia es va extingir el 1888 i el títol heretat pel príncep de Salm-Reifferscheid-Krautheim. El títol complet era príncep imperial de Salm, duc d'Hogstraten, wildgravi i comte de Dhaun i Kyrburg, ringravi i comte de Stein i senyor de Diemeringen i Anholt.